# Bréxent
Bréxent (Nederlands: Brekelesent) is een dorp in de Franse gemeente Bréxent-Énocq in het departement Pas-de-Calais. Het ligt in noorden van de gemeente aan het riviertje de Dordogne, twee kilometer ten noordoosten van Énocq.

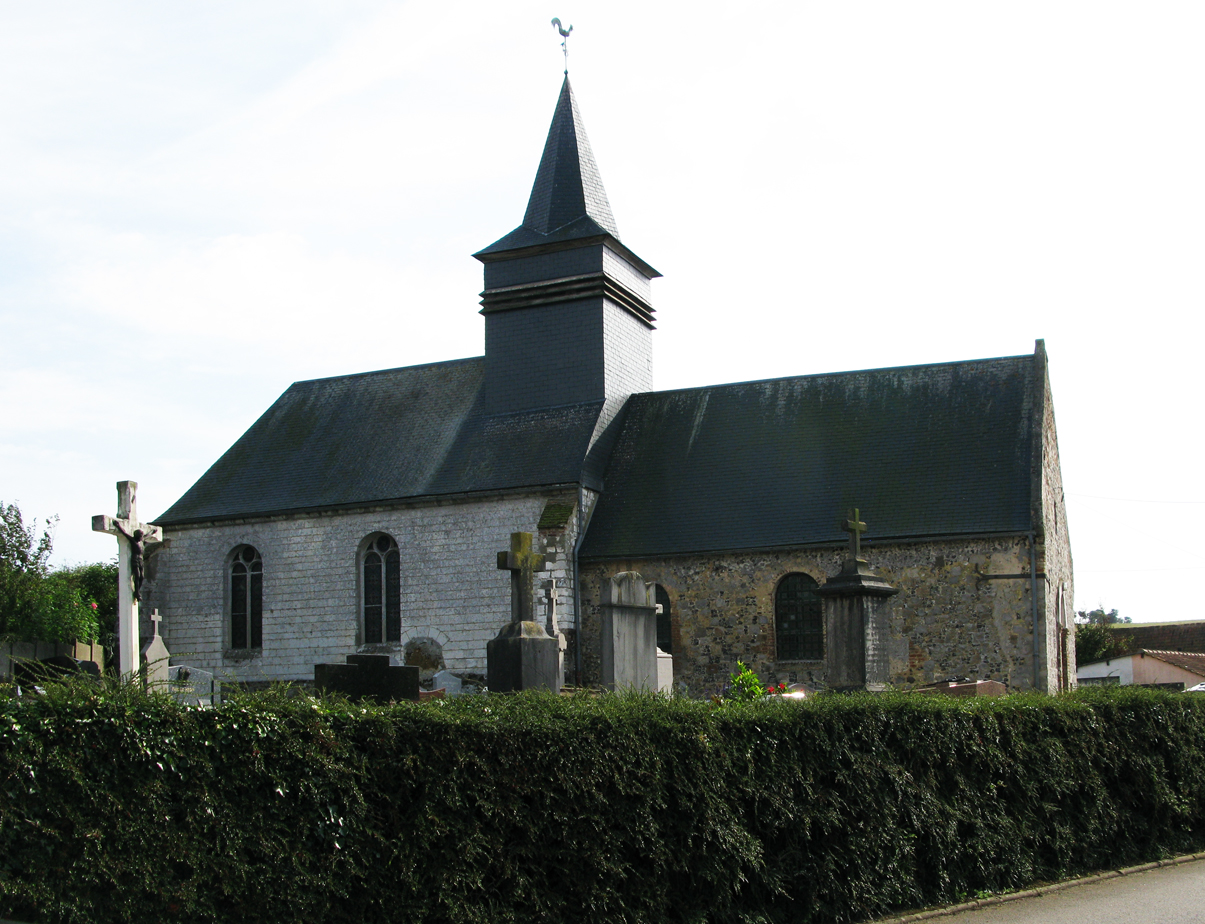
Église Saint-Brice

## Naam
De plaatsnaam is van Oudnederlandse herkomst. De oudste vermelding van de plaatsnaam is uit het jaar 1151 als Brekelessent. Het betreft een samenstelling; waarbij het laatste element verwijst naar -heem (woonplaats, woongebied, dorp, buurtschap). De vorm en aard van het eerste element van de plaatsnaam zijn (nog) onbekend. De huidige Franstalige plaatsnaam is hiervan een fonetische nabootsing.
De spelling van de naam van het dorp heeft door de eeuwen heen gevarieerd. Chronologisch heette het achtereenvolgens: Brekelesent (1151), Brechelessem (1170), Brescelessen (1182), Brekenesem ( 1196), Berquesen (1313), Bresquesen (1314), Brekelessent (1339), Breqlesans en Bréquelissant (1361), Brekelsent (1362), Brecquelsent (1392), Brecqtressent (1452), Brequelessent (1464), Bresclessent (1477), Breucqsent (1512),; Brecquessent en Brexen ( 1559), Brecquesen (1598), Brequesan (1613), Bréquezent (1739), Bréquesent (1743), Brecquessens (1774) Hierna kreeg en behield het zijn huidige naam en spellingswijze.

## Geschiedenis
De kerk van Bréxent had die van Énocq als hulpkerk.
Op het eind van het ancien régime werd Bréxent met Énocq ondergebracht in de gemeente Bréxent-Énocq.

## Bezienswaardigheden
- De Église Saint-Brice. Een doopvont uit het eind van de 12de eeuw werd geklasseerd als monument historique in 1908.